# Romulea florentii
Romulea florentii är en irisväxtart som beskrevs av Moret. Romulea florentii ingår i släktet Romulea och familjen irisväxter. Inga underarter finns listade i Catalogue of Life.